# Gladys Kanga
Gladys Kanga, née le 17 novembre 1983 , est une joueuse internationale de handball de Côte d'Ivoire, évoluant au poste de gardienne de but.

## Carrière
En sélection, elle fait partie de l'équipe de Côte d'Ivoire participant aux Jeux africains de 2007 à Alger.

## Clubs
- Africa Sports
- Rombo Sports
- Toulouse Féminin Handball

## Palmarès
- Médaille de bronze aux Jeux africains de 2007
- Médaille d'argent au Championnat d'Afrique 2008